# QV75
QV75 (Queens' Valley 75) è una tomba sita nella Valle delle Regine in Egitto e appartenente alla regina della XIX dinastia, Henutmira, sorella e sposa di Ramses II nonché una delle otto Grandi spose reali.
La tomba fu menzionata da Lepsius, che ne diede una breve descrizione in un suo resoconto di una campagna di scavi durata dal 1842 al 1845, in cui la tomba è identificata come «tomba numero 1». Sia lo stesso Lepsus, sia Porter e Moss, attribuirono la tomba a una regina sconosciuta.
La tomba è vicinissima all'entrata della Valle delle Regine ed è probabilmente una delle ultime tombe decorate durante il regno di Ramses II. Dato che il titolo che vi si trova scritto più di frequente è quello di «Figlia del Re», è probabile che la tomba fosse stata preparata per una principessa reale e adattata poi per Henutmira alla morte di quest'ultima.

## La tomba
La tomba QV75, risalente al tredicesimo secolo a.C., è costituita da un primo vestibolo, un corto corridoio, un vestibolo più interno e la vera e propria stanza funeraria, la stanza principale. Sulle pareti del vestibolo più esterno sono dipinte diverse divinità, tra cui due figure rappresentati Anubi poste davanti a un piccolo tempio, e alcune scene raffiguranti Horus. La stessa Henutmira è rappresentata qui al cospetto di una divinità posta sotto un'edicola, mentre su una parete del corridoio la defunta è raffigurata al cospetto di Ra-Harakhti.
Alcuni dipinti sulle pareti della sala più interna mostrano Henutmira mentre adora Ra-Harakhty sotto forma di falco, assieme a babbuini e alle dee Iside e Nefti, anch'essi in fase di adorazione. Ci sono poi raffigurazioni di mobili, tra cui un divano decorato con motivi a forma di testa di leone, sul quale è posto uno specchio, e un altro con motivi a forma di testa di mucca, sotto il quale è raffigurata una giara per unguenti. La stanza più interna ha anche dei pilastri decorati: su un pilastro sono rappresentati Horus-Inmutef, Hathor, Iside e le Anime di Pe che si inginocchiano al loro cospetto; su un altro ci sono invece Osiride, Maat, Neith e le Anime di Nekhen inginocchiate; sul terzo pilastro, infine, si vedono nuovamente Horus-Inmutef, le Anime di Nekhen inginocchiate, Nefti e una dea occidentale.
Per quanto riguarda la sepoltura vera e propria della regina, nelle scritte riportate sul sarcofago più interno, Henutmira è chiamata "Figlia del Re" e probabilmente anche "Moglie del Re", anche se, dati i danneggiamenti subiti nel tempo, quest'ultimo titolo sia molto difficile da leggere. Il sarcofago esterno, quello più grande, fu invece riutilizzato circa quattro secoli dopo per la sepoltura di Horsaset, il quale potrebbe essere stato un Primo Profeta di Amon e/o un sovrano indipendente di Tebe durante la XXII dinastia, sepolto nel sito di Medinet Habu.
Nel papiro Salt 124, databile all'anno 29 del regno di Ramses III, quindi a meno di un secolo dopo la morte di Henutmira, il caposquadra Paneb è accusato da Amennakht, autore del papiro indirizzato al visir Preemha, di aver profanato la tomba della Regina Henutmira per rubare la statua di un'oca, poi ritrovata nella sua abitazione.
Oltre al già citato riutilizzo di alcune parti della sepoltura durante la XXII dinastia, la tomba stessa è riutilizzata durante il periodo romano quando fu scavata un'altra fossa nella camera del sarcofago.